# Eerste klasse 1959-60 (voetbal België)
Het seizoen 1959/60 van de Belgische Eerste Klasse ging van start in de zomer van 1959 en eindigde in de lente van 1960. De competitie telde 16 clubs. Lierse SK werd landskampioen. Het was de derde officiële titel voor Lierse, zeventien jaar na de vorige.

## Gepromoveerde teams
Deze teams waren gepromoveerd uit de Tweede Klasse voor de start van het seizoen:
- Daring Club de Bruxelles (kampioen in Tweede)
- RFC Brugeois (tweede in Tweede)

## Degraderende teams
Deze teams degradeerden naar Tweede Klasse op het eind van het seizoen:
- Berchem Sport
- Beeringen FC

## Titelstrijd
Lierse SK werd kampioen met één puntje voorsprong op uittredend landskampioen RSC Anderlechtois.

## Europese strijd
Lierse was als landskampioen geplaatst voor de Europacup voor Landskampioenen van het volgend seizoen. De Beker van België werd in die periode niet gespeeld, zodat er nog geen Belgische club zich plaatste voor de Europese Beker voor Bekerwinnaars van volgend seizoen. Union Saint-Gilloise zou volgend seizoen wel deelnemen aan de Beker der Jaarbeurssteden.

## Degradatiestrijd
Beeringen FC eindigde afgetekend als allerlaatste en degradeerde. Berchem Sport eindigde met evenveel punten als RCS Verviétois, maar had een wedstrijd meer verloren. Berchem strandde zo als voorlaatste en moest ook zakken.

## Eindstand
|   |    |                             | P  | W  | G  | V  | +  | -  | DS  | Ptn |
| - | -- | --------------------------- | -- | -- | -- | -- | -- | -- | --- | --- |
| K | 1  | K. Lierse SK                | 30 | 16 | 6  | 8  | 57 | 40 | 17  | 38  |
|   | 2  | RSC Anderlechtois           | 30 | 16 | 5  | 9  | 69 | 42 | 27  | 37  |
|   | 3  | K. Waterschei SV Thor       | 30 | 13 | 9  | 8  | 52 | 39 | 13  | 35  |
|   | 4  | R. Beerschot AC             | 30 | 15 | 4  | 11 | 65 | 46 | 19  | 34  |
|   | 5  | RFC Liégeois                | 30 | 10 | 12 | 8  | 43 | 35 | 8   | 32  |
|   | 6  | Union Royale Saint-Gilloise | 30 | 11 | 10 | 9  | 58 | 56 | 2   | 32  |
|   | 7  | R. Standard Club Liégeois   | 30 | 12 | 8  | 10 | 54 | 48 | 6   | 32  |
|   | 8  | R. Antwerp FC               | 30 | 13 | 6  | 11 | 60 | 50 | 10  | 32  |
|   | 9  | ARA La Gantoise             | 30 | 12 | 6  | 12 | 48 | 46 | 2   | 30  |
|   | 10 | R. OC de Charleroi          | 30 | 12 | 5  | 13 | 38 | 48 | -10 | 29  |
|   | 11 | R. Daring Club de Bruxelles | 30 | 10 | 7  | 13 | 37 | 44 | -7  | 27  |
|   | 12 | K. Sint-Truidense VV        | 30 | 10 | 7  | 13 | 39 | 51 | -12 | 27  |
|   | 13 | RFC Brugeois                | 30 | 10 | 6  | 14 | 37 | 53 | -16 | 26  |
|   | 14 | RCS Verviétois              | 30 | 8  | 9  | 13 | 25 | 37 | -12 | 25  |
| D | 15 | R. Berchem Sport            | 30 | 9  | 7  | 14 | 36 | 56 | -20 | 25  |
| D | 16 | K. Beeringen FC             | 30 | 7  | 5  | 18 | 35 | 62 | -27 | 19  |

P: wedstrijden gespeeld, W: wedstrijden gewonnen, G: gelijke spelen, V: wedstrijden verloren, +: gescoorde doelpunten, -: doelpunten tegen, DS: doelsaldo, Ptn: totaal punten
K: kampioen, D: degradeert

## Topscorer
Victor Wegria van RFC Liégeois werd topschutter, net als het voorgaand seizoen. Hij scoorde 21 keer.
1895/96 · 1896/97 · 1897/98 · 1898/99 · 1899/00 · 1900/01 · 1901/02 · 1902/03 · 1903/04 · 1904/05 · 1905/06 · 1906/07 · 1907/08 · 1908/09 · 1909/10 · 1910/11 · 1911/12 · 1912/13 · 1913/14 · 1914/15 · 1915/16 · 1916/17 · 1917/18 · 1918/19 · 
1919/20 · 1920/21 · 1921/22 · 1922/23 · 1923/24 · 1924/25 · 1925/26 · 1926/27 · 1927/28 · 1928/29 · 1929/30 · 1930/31 · 1931/32 · 1932/33 · 1933/34 · 1934/35 · 1935/36 · 1936/37 · 1937/38 · 1938/39 · 1939/40 · 1940/41 · 1941/42 · 1942/43 · 1943/44 · 1944/45 · 1945/46 · 1946/47 · 1947/48 · 1948/49 · 1949/50 · 1950/51 · 1951/52 · 1952/53 · 1953/54 · 1954/55 · 1955/56 · 1956/57 · 1957/58 · 1958/59 · 1959/60 · 1960/61 · 1961/62 · 1962/63 · 1963/64 · 1964/65 · 1965/66 · 1966/67 · 1967/68 · 1968/69 · 1969/70 · 1970/71 · 1971/72 · 1972/73 · 1973/74 · 1974/75 · 1975/76 · 1976/77 · 1977/78 · 1978/79 · 1979/80 · 1980/81 · 1981/82 · 1982/83 · 1983/84 · 1984/85 · 1985/86 · 1986/87 · 1987/88 · 1988/89 · 1989/90 · 1990/91 · 1991/92 · 1992/93 · 1993/94 · 1994/95 · 1995/96 · 1996/97 · 1997/98 · 1998/99 · 1999/00 · 2000/01 · 2001/02 · 2002/03 · 2003/04 · 2004/05 · 2005/06 · 2006/07 · 2007/08 · 2008/09 · 2009/10 · 2010/11 · 2011/12 · 2012/13 · 2013/14 · 2014/15 · 2015/16 · 2016/17 · 2017/18 · 2018/19 · 2019/20 · 2020/21· 2021/22 · 2022/23 · 2023/24 · 2024/25